# Elephas maximus sumatranus

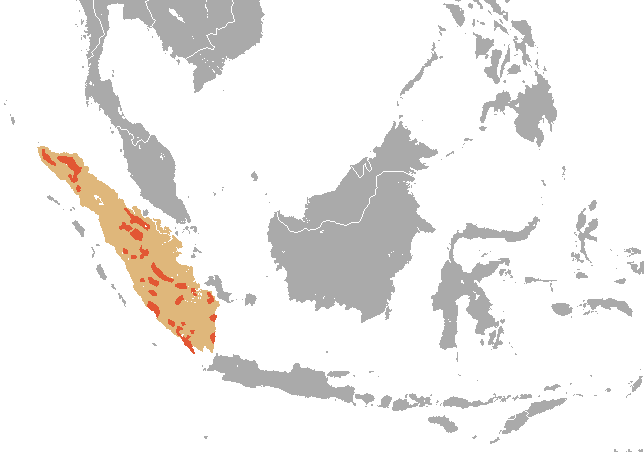
distribuição geográfica do elefante de sumatra

O elefante-de-sumatra (Elephas maximus sumatranus) é uma das subespécies de elefante-asiático. É uma das menores subespécies e machos desenvolvem presas mais modestas enquanto que as das fêmeas chegam a ser escondidas pelo lábio superior. Medem entre 1,7 e 2,6 metros nos ombros. É nativo da Ilha de Sumatra.
Constitui uma das maiores populações de elefantes fora da Índia, embora Sumatra tenha registrado um dos desmatamentos mais rápidos. Entre 1985 e 2007, ou uma geração, a população pode ter caído 50%; de até 4.800 em 1985 para  entre 2.400 e 2.800 em 2007. Ainda que essa população seja uma das maiores, são grandemente ameaçados pelo desmatamento para agricultura e ocupação humana, levando à matança devido aos confrontos com humanos.